# Gislenometra perplexa
Gislenometra perplexa is een haarster uit de familie Colobometridae.
De wetenschappelijke naam van de soort werd in 1947 gepubliceerd door Austin Hobart Clark.